# Augusto Paolo Lojudice
Augusto Paolo Lojudice (ur. 1 lipca 1964 w Rzymie) – włoski duchowny rzymskokatolicki, biskup pomocniczy rzymski w latach 2015–2019, arcybiskup metropolita Siena-Colle di Val d’Elsa-Montalcino od 2019, kardynał prezbiter od 2020, biskup diecezjalny Montepulciano-Chiusi-Pienza od 2022.

## Życiorys
Święcenia kapłańskie otrzymał 6 maja 1989 i został inkardynowany do diecezji rzymskiej. Pracował głównie jako duszpasterz kilku rzymskich parafii, jednocześnie zajmując się opieką nad Romami i innymi najsłabszymi grupami społecznymi. W latach 2005–2014 pełnił funkcję ojca duchownego w Papieskim Wyższym Seminarium Duchownym.
6 marca 2015 papież Franciszek mianował go biskupem pomocniczym diecezji rzymskiej, ze stolicą tytularną Alba Maritima. Sakry udzielił mu 23 maja 2015 kardynał Agostino Vallini. 6 maja 2019 mianowany arcybiskupem Sieny.
25 października 2020 podczas modlitwy Anioł Pański papież Franciszek ogłosił, że mianował go kardynałem. 28 listopada na konsystorzu w bazylice św. Piotra kreował go kardynałem prezbiterem, a jako kościół tytularny nadał mu kościół Matki Bożej Dobrej Rady.
21 lipca 2022 papież Franciszek mianował go biskupem diecezji Montepulciano-Chiusi-Pienza łącząc ją z archidiecezją Sieny unią in persona episcopi. Brał udział w konklawe 2025, które wybrało papieża Leona XIV.